# (18555) Courant
(18555) Courant est un astéroïde de la ceinture principale.

## Description
(18555) Courant est un astéroïde de la ceinture principale. Il fut découvert le 4 février 1997 à Prescott (Arizona) par Paul G. Comba. Il présente une orbite caractérisée par un demi-grand axe de 2,83 UA, une excentricité de 0,04 et une inclinaison de 1,2° par rapport à l'écliptique.

## Compléments